# Y2K!
A Y2K! Ice Spice amerikai rapper debütáló stúdióalbuma, amelyet a 10K Projects és a Capitol Records adott ki 2024. július 26-án. Az album vendégszereplői között megtalálható az amerikai rapperek közül Travis Scott és Gunna, valamint a brit rapper Central Cee.
Az album deluxe verziója 2024. december 25-én jelent meg, amelyen további vendégelőadók szerepelnek, köztük az amerikai rapperek NLE Choppa és DaBaby, valamint Bb trickz és Anuel AA. Az album producerei között szerepel RiotUSA, Goldin, Synthetic, Upmadeit, Ojivolta, DJH, Nico Baran, Lily Kaplan és Venny, valamint több más közreműködő.
Megjelenése után az album vegyes kritikákat kapott a zenei szakértőktől. Dicsérték a produkciót és a szórakoztató hangulatát, azonban a közönség részéről kritikák érték az ismétlődő jellegét, rövid hosszát és a dalszövegírást.

## Háttér
Zenei karrierje szerény kezdetekkel indult, amikor 2020 és 2021 között néhány dalt adott ki. 2022 szeptemberében lemezszerződést kötött a 10K Projects kiadóval, amely a Capitol Records alkiadójaként működik.
Ice Spice az Like..? (2023) című debütáló kislemezgyűjteménye megjelenésével vált igazán népszerűvé. Négy dala is bekerült a Billboard Hot 100 top 10-es listájára az Egyesült Államokban: Boy’s a Liar Pt. 2 (PinkPantheress-szel), Karma (Taylor Swift dala), Princess Diana és Barbie World (Nicki Minaj-zsal).
2024. január 31-én Ice Spice bejelentette, hogy akkor még készülő debütáló stúdióalbuma ugyanabban az évben fog megjelenni. Az album címe arra utal, hogy 2000. január 1-jén született. Elmondása szerint az album ekkor már majdnem befejeződött, és két nappal az interjú előtt egy „őrületes kollaborációt” is véglegesítettek.
Június 5-én Ice Spice bemutatta az album borítóját, valamint bejelentette, hogy július 26-án fog megjelenni. A Billboard újságírója, Michael Saponara szerint a „New York-i hangulatú borítón” Ice Spice rövid farmer sortot és zöld csizmát visel, miközben kezeit egy betonfalra helyezi egy metróállomás előtt, egy tűzcsap mellett. A Y2K feliratot forró rózsaszínnel fújták rá egy szemetesre.
Július 12-én Ice Spice és Central Cee kiadták a Did It First című dalt, amelyet az Uproxx félig Jersey club, félig brit drill stílusú számként írt le, és amely „100%-ban [Ice Spice] sajátja” egy jellegzetesen lendületes hangzással.

## Kritikák
A megjelenésekor az album vegyes kritikákat kapott a kritikusoktól. A Metacritic értékelésgyűjtő oldal szerint a Y2K! „általában kedvező értékeléseket” kapott, 17 kritikus pontszáma alapján 100-ból 65-ös súlyozott átlagpontszámmal. Az AnyDecentMusic? értékelésgyűjtő oldal hét kritikát összesítve 10-ből 5,7-es átlagpontszámot adott az albumnak.
Alexis Petridis, a The Guardian kritikusa azt írta, hogy az album „nem időzik elég sokáig ahhoz, hogy untasson”, miközben „szándékosan giccsesnek, rövidnek és eldobhatónak” nevezte. Megjegyezte, hogy „a Y2K! valószínűleg nem fog bekerülni a nagyszerű rapalbumok panteonjába”, azonban „amíg tart, szórakoztató”.
Helen Brown, a The Independent újságírója szerint az albumban „gonoszul ragadós energia, szellemesség és pimaszság” rejlik a konfrontatív dicsekvés mögött.
Az NME kritikusa, Rhian Daly szerint az album „sok ígéretet mutat”, de a tölteléktartalom miatt gyengébb. Daly véleményét azzal zárta, hogy „ez nem egy mestermű, amely elhallgattatja a kritikusokat, de valószínűleg nem is fogja megtörni az művésznő gyors felemelkedését”.
Mankaprr Conteh, a Rolling Stone számára írt kritikájában megjegyezte, hogy az album rövidsége „előnyére fordítja a korlátozott skáláját”, miközben kiemelte, hogy „Ice élénkebb és szószátyárabb, mint valaha”.

## Számlista
| Y2K!  | Y2K!                    | Y2K!                                                                           | Y2K!                       | Y2K!  | Y2K! | Y2K! | Y2K! | Y2K! | Y2K! |
| #     | Cím                     | Szerző(k)                                                                      | Producer(ek)               | Hossz |      |      |      |      |      |
| ----- | ----------------------- | ------------------------------------------------------------------------------ | -------------------------- | ----- | ---- | ---- | ---- | ---- | ---- |
| 1.    | Phat Butt               | Isis Gaston Ephrem Lopez, Jr. Jamall Willingham Bernard Leverette Dengelo Hunt | RiotUSA                    | 2:09  |      |      |      |      |      |
| 2.    | Oh Shhh...              | Gaston Jacques Webster II Lopez Joshua Goldin-McCarthy                         | RiotUSA Goldin             | 2:41  |      |      |      |      |      |
| 3.    | Popa                    | Gaston Lopez Javier Mercado Daniel Mohammadi                                   | RiotUSA Synthetic Upmadeit | 2:40  |      |      |      |      |      |
| 4.    | Bitch I'm Packin'       | Gaston Sergio Kitchens Lopez Mark Williams Raul Cubina Philip Müller           | RiotUSA Ojivolta DJH       | 2:42  |      |      |      |      |      |
| 5.    | Plenty Sun              | Gaston Lopez Mercado Mohammadi                                                 | RiotUSA Synthetic Upmadeit | 2:41  |      |      |      |      |      |
| 6.    | Did It First            | Gaston Oakley Caesar-Su Lopez Nicolas Baran Lily Kaplan                        | RiotUSA Nico Baran Kaplan  | 1:58  |      |      |      |      |      |
| 7.    | BB Belt                 | Gaston Lopez                                                                   | RiotUSA                    | 1:56  |      |      |      |      |      |
| 8.    | Think U the Shit (Fart) | Gaston Lopez Mercado Steven Giron                                              | RiotUSA Synthetic Venny    | 2:21  |      |      |      |      |      |
| 9.    | Gimmie a Light          | Gaston Lopez Sean Paul Henriques Troy Rami                                     | RiotUSA                    | 2:06  |      |      |      |      |      |
| 10.   | TTYL                    | Gaston Lopez                                                                   | RiotUSA                    | 2:03  |      |      |      |      |      |
| 23:17 |                         |                                                                                |                            |       |      |      |      |      |      |